# Tambaram
Tambaram (Tamil: தாம்பரம் Tāmparam [ˈt̪aːmbəɾʌm]) ist eine Stadt im Vorortgebiet von Chennai (Madras), der Hauptstadt des indischen Bundesstaates Tamil Nadu. Die Einwohnerzahl beträgt rund 175.000 (Volkszählung 2011).
Tambaram liegt rund 25 Kilometer südwestlich der Innenstadt von Chennai und neun Kilometer südwestlich des Flughafens Chennai im Hinterland der Küste des Golfs von Bengalen. Die Stadt ist Hauptort des Taluks Tambaram im Distrikt Chengalpattu und ist Teil der Metropolregion Chennai.
Tambaram ist der wichtigste Verkehrsknotenpunkt im südlichen Vorortbereich Chennais. Die nach Südwesten führende nationale Fernstraße NH 45 (Grand Southern Trunk Road), eine der wichtigsten Ausfallstraßen Chennais, führt durch Tambaram. Außerdem ist die Stadt über die südwestliche Linie der Chennaier Vorortbahn (Chennai Suburban Railway) an das Stadtzentrum angebunden. Der Bahnhof Tambaram soll mittelfristig für den Fernverkehr ausgebaut werden, um die beiden im Stadtzentrum gelegenen Hauptbahnhöfe Chennai Central und Chennai Egmore zu entlasten. Danach würde der Bahnhof Tambaram die in Richtung Süden verkehrenden Fernverkehrszüge bedienen. Auch für den Busverkehr ist Tambaram ein wichtiger Knotenpunkt, leidet aber unter dem Fehlen eines angemessenen Busbahnhofes.
Das 1837 gegründete Madras Christian College, eines der ältesten Colleges in Chennai, befindet sich seit 1937 in Tambaram. Im Jahre 1938 fand in Tambaram eine Weltmissionskonferenz statt.
Außerdem ist Tambaram Standort einer Basis der Indischen Luftstreitkräfte. 
80 Prozent der Einwohner Tambarams sind Hindus, 12 Prozent sind Christen und 7 Prozent Muslime. Die Hauptsprache ist, wie in ganz Tamil Nadu, das Tamil, das von 83 Prozent der Bevölkerung als Muttersprache gesprochen wird. 9 Prozent sprechen Telugu, 3 Prozent Malayalam, jeweils 2 Prozent Hindi und Urdu und 1 Prozent Kannada.